# Quartzit

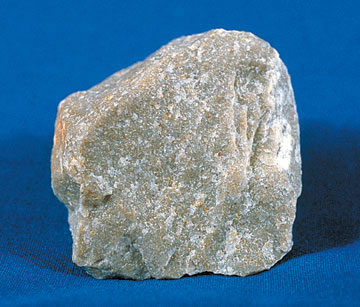
Quartzit

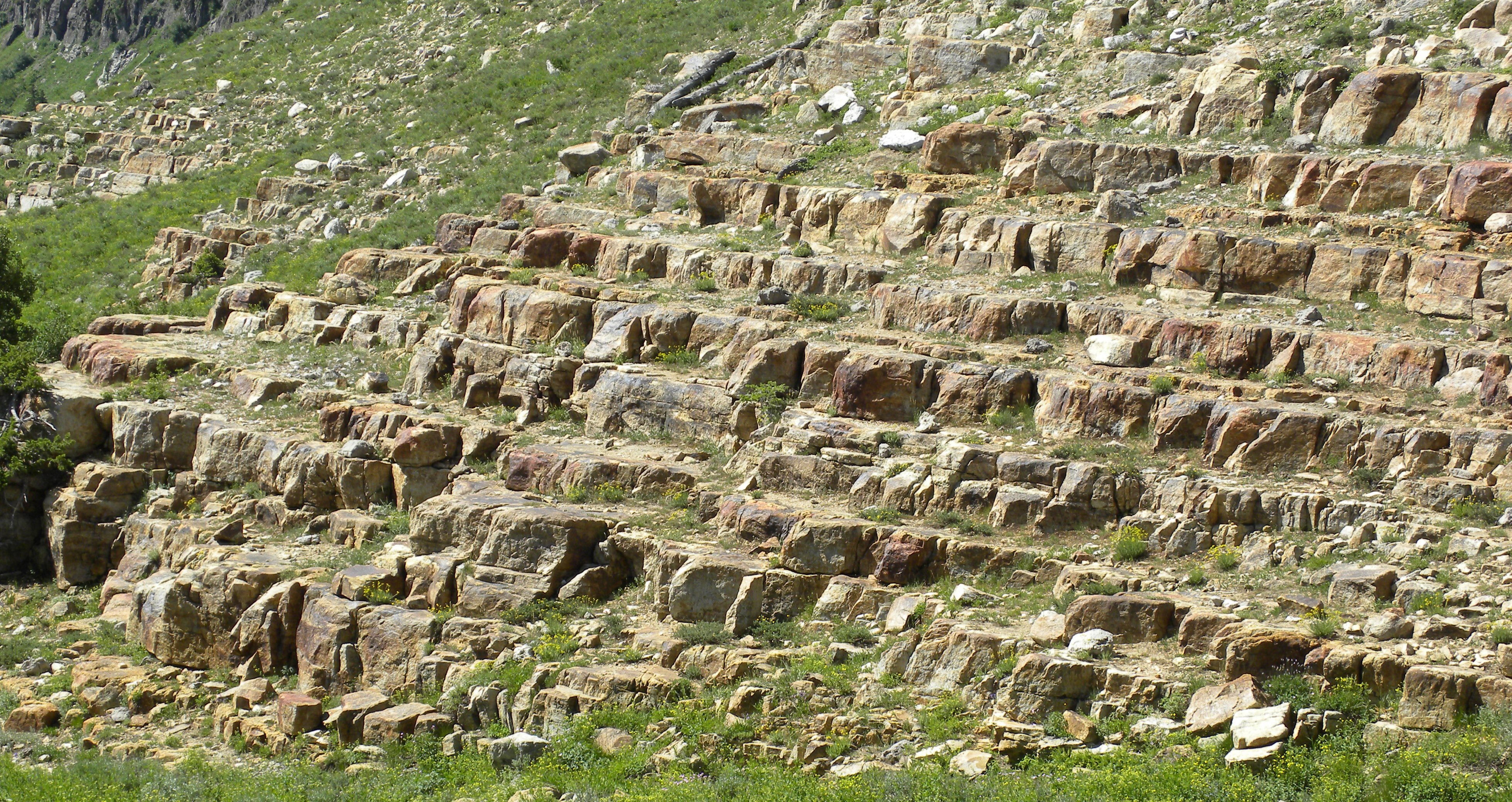
Quartzit

Quartzit (tiếng Đức Quarzit) là một loại đá biến chất từ đá thạch anh. Sa thạch bị biến thành quartzit bởi nhiệt và áp suất thường liên quan tới nén ép kiến tạo trong các đai kiến tạo sơn. Quartzit tinh khiết thường có màu xám, quartzit thường có nhiều sắc khác nhau của màu hồng, đỏ do sự thay đổi hàm lượng oxide sắt (Fe2O3). Các màu sắc khác thường do có một lượng nhỏ tạp chất của các khoáng vật khác.
Khi sa thạch bị biến chất thành quartzit, các hạt thạch anh tái kết tinh cùng với vật liệu gắn kết có trước để tạo thành cấu trúc khảm phối hợp của tinh thể thạch anh. Hầu hết hoặc tất cả các kết cấu nguyên thủy và cấu trúc trầm tích của sa thạch đều không được giữ lại khi bị biến chất. Một lượng nhỏ vật liệu gắn kết trước kia như oxide sắt, cacbonat và sét thường di chuyển trong quá trình tái kết tinh và biến chất. Điều này làm cho các vết sọc và thấu kính hình thành trong quartzit.
Orthoquartzit là loại đá thạch anh rất tinh khiết, được cấu tạo bởi các hạt thạch anh tròn cạnh và được gắn kết bằng silica. Orthoquartzit thường có tới 99% SiO2 với một lượng rất nhỏ oxide sắt và các khoáng vật dạng dấu vết như zircon, rutil và magnetit. Mặc dù ít hóa thạch có mặt trong đá, cấu trúc nguyên thủy và cấu tạo đá trầm tích vẫn được bảo tồn.
Quartzit ít bị phong hóa hóa học và thường hình thành các dạng địa hình sống núi trên các đồi. Hàm lượng silic gần như là tinh khiết của quartzit cung cấp rất ít chất dinh dưỡng cho đất, do đó các sống núi cấu tạo bởi quartzit có lớp đất rất mỏng thường không có hoặc có rất ít thực vật phát triển.

## Sử dụng
Do độ cứng khoảng 7 theo thang độ cứng Mohs, nên nó thường được dùng làm đá balat cho các đường ray.

## Phân bố
Ở Mỹ, các thành hệ quartzit có thể được tìm thấy ở vài nơi thuộc Pennsylvania, đông Nam Dakota, Central Texas, tây nam Minnesota, vườn bang hồ Devil ở Baraboo Hills, Wisconsin, dãy núi Wasatch ở Utah, gần thành phố Salt Lake, Utah và dạng sống núi ở Appalachians và các vùng núi khác. Quartzit cũng được tìm thấy ở mỏ đồng Morenci, Arizona. Tên của thị trấn Quartzsite ở miền tây Arizona có nguồn gốc từ quartzit ở của dãy núi gần Arizona và đông nam California.
Dãy núi La Cloche ở Ontario cũng được cấu tạo bởi quartzit trắng.